# Rissoa parva

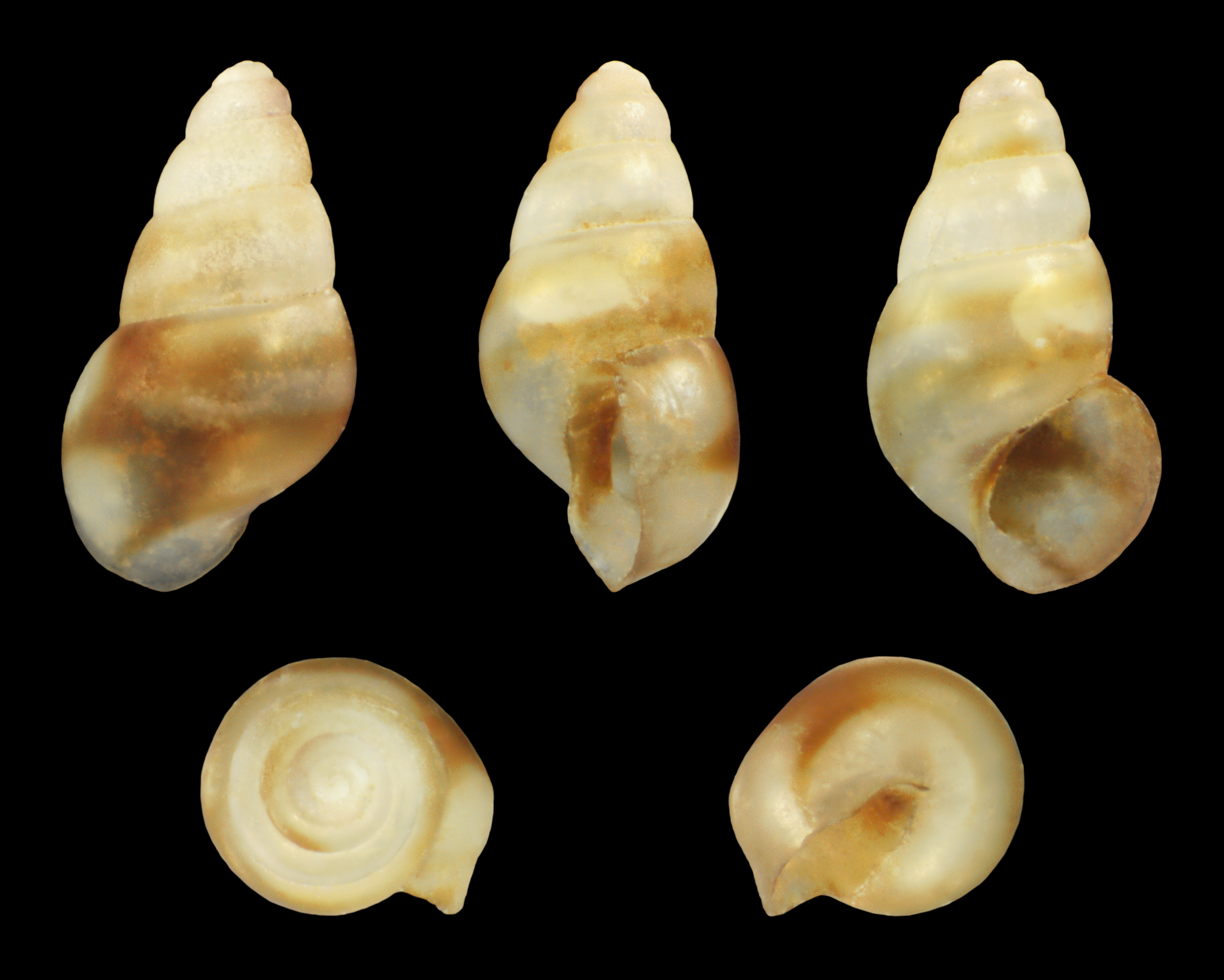
Rissoa parva ssp. interrupta var. bifasciata

Rissoa parva là một loài ốc biển nhỏ, là động vật thân mềm chân bụng sống ở biển trong họ Rissoidae.

## Hình ảnh

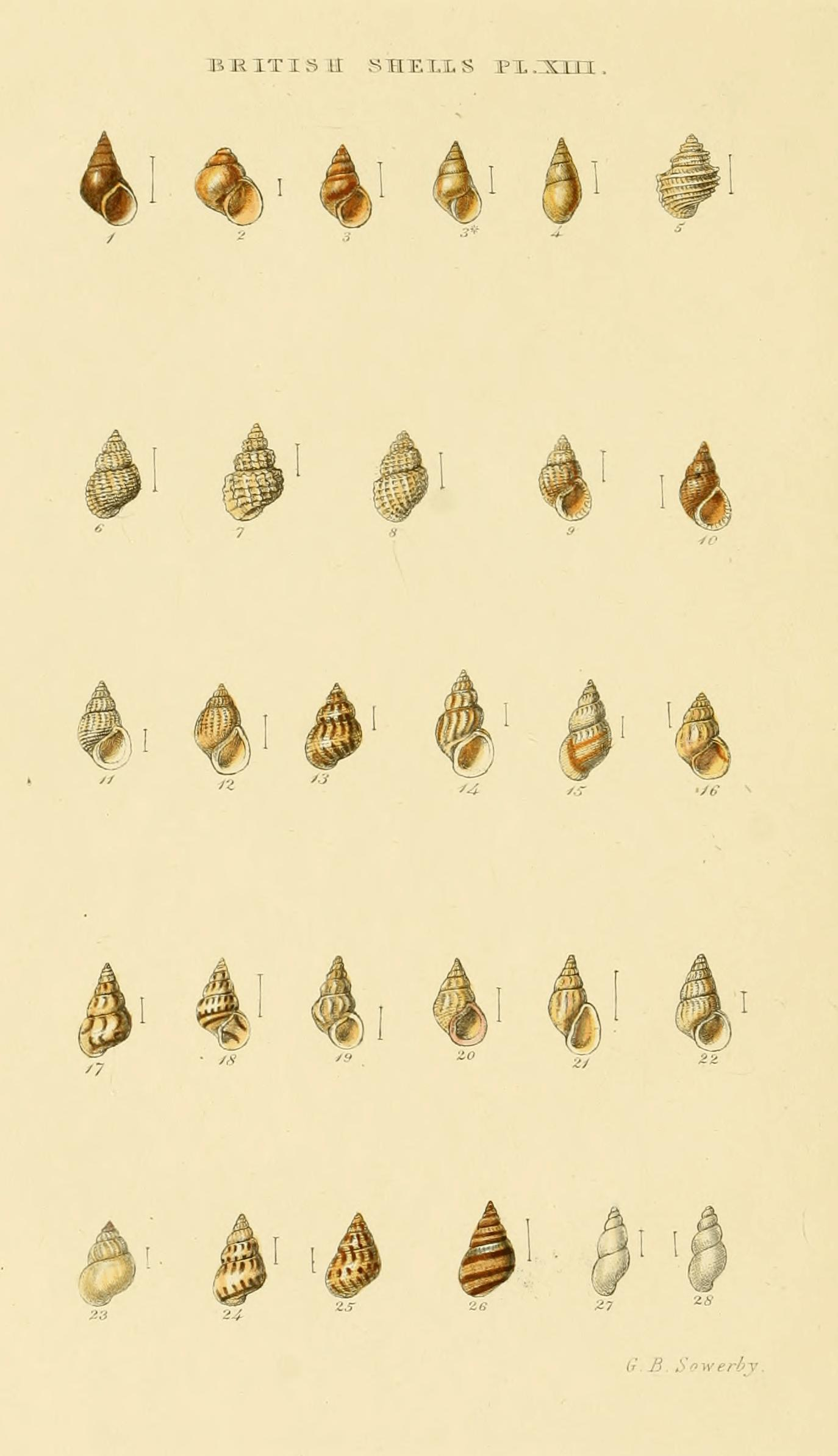